# Apodanthera undulata
Apodanthera undulata là một loài thực vật có hoa trong họ Cucurbitaceae. Loài này được A.Gray mô tả khoa học đầu tiên năm 1853.